# Aareal Bank
El Banco Aareal (en alemán: Aareal Bank) es un banco de inversión global que ofrece servicios financieros en todo el mundo que cotiza en la bolsa de Fráncfort, en el índice MDAX. Su sede central reside en Wiesbaden, Hesse.
- Datos: Q301141
- Multimedia: Aareal Bank / Q301141